# Leanja
Leanja is een plaats en commune in het noorden van Madagaskar, behorend tot het district Boriziny, dat gelegen is in de regio Sofia. Tijdens een volkstelling in 2001 telde de plaats 16.111 inwoners.
De plaats biedt naast lager onderwijs ook middelbaar onderwijs aan. 99 % van de bevolking werkt als landbouwer en 1 % verdient zijn brood als visser. Het belangrijkste landbouwproduct is rijst; andere belangrijke producten zijn katoen, mais, maniok en tabak. 